# Konterrevolution
Als Konterrevolution (lateinisch contra ‚gegen‘) bzw. Gegenrevolution bezeichnet man die einer Revolution tatsächlich oder vermeintlich entgegenwirkenden Aktivitäten, Kräfte und Klassen und die gegen den aus der Revolution hervorgegangenen Staat oder sein System gerichteten Bestrebungen von Personen, Gruppen oder anderen Staaten. Die Konterrevolution hat das Ziel, die Folgen einer Revolution rückgängig zu machen und die alte Staatsmacht wiederherzustellen sowie mit der Revolution unter Umständen auch blutig abzurechnen.
Der Begriff der Konterrevolution erschien erstmals in Zusammenhang mit der Französischen Revolution von 1789 und bezeichnete die Bestrebungen ihrer Gegner Joseph de Maistre, Louis de Bonald u. a., die gestürzte Monarchie wiederherzustellen.
Die realsozialistischen Systeme, die sich als aus der proletarischen Revolution hervorgegangene Staaten verstanden, bezeichneten die gegen sie gerichtete innere Opposition häufig als konterrevolutionär – völlig unabhängig von den tatsächlichen politischen Positionen der jeweiligen Oppositionellen. Gleiches gilt noch heute unter anderem für die Volksrepublik China, Nordkorea und Kuba.